# Ubaldesco Baldi
Ubaldesco Baldi (n. 13 iulie 1944, Serravalle Pistoiese, Toscana, Italia – d. 13 iunie 1991, Veneția, Italia) a fost un trăgător de tir italian, medaliat olimpic. A participat la o ediție a Jocurilor Olimpice (1976) în care a câștigat o medalie de bronz.

## Participări
Lista de mai jos prezintă principalele competiții la care a participat Ubaldesco Baldi de-a lungul carierei.
- shooting at the 1976 Summer Olympics – mixed trap[*]